# هاما آگ
هاما آگ (انگلیسی: Hama AG) شرکت الکترونیک آلمانی است، که در سال ۱۹۲۳ تأسیس شد.